# Ceriana minuta
Ceriana minuta är en tvåvingeart som först beskrevs av Hull 1944.  Ceriana minuta ingår i släktet griffelblomflugor, och familjen blomflugor. Inga underarter finns listade i Catalogue of Life.